# Wojciech Szawarski
Wojciech Szawarski (ur. 2 sierpnia 1976 w Lublinie) – polski koszykarz, występujący na pozycji rzucającego obrońcy lub niskiego skrzydłowego, reprezentant Polski, Dwukrotny brązowy medalista Polskiej Ligi Koszykówki, obecnie trener żeńskiej drużyny ENEA AZS Politechniki Poznań.

## Kariera
Wychowanek AZS-u Lublin, skąd w 2000 przeszedł do Stali Ostrów Wielkopolski. W latach 2004–2006 zawodnik Turowa Zgorzelec, a w kolejnych dwóch sezonach (2006–2008) ponownie zawodnik drużyny z Ostrowa Wielkopolskiego. W latach 2008–2010 występował w drużynie PBG Basket Poznań, a w sezonie 2010/2011 zasilił szeregi zespołu Czarnych Słupsk. W sezonie 2011/2012 powrócił do Stali Ostrów Wielkopolski, w której grał do 2013 roku. Po sezonie 2013/2014, który spędził w Starcie Lublin, zakończył karierę.
W całej karierze Szawarski rozegrał 419 meczów w najwyższej klasie rozgrywkowej, w których zdobył łącznie 4647 punktów. W reprezentacji Polski seniorów wystąpił w 41 spotkaniach, zdobywając w sumie 260 punktów.
Ma dwójkę dzieci.
19 kwietnia 2017 został trenerem Pszczółki Polski-Cukier AZS-UMCS Lublin. 11 czerwca 2019 podpisał umowę żeńskim zespołem Widzewa Łódź.
8 czerwca 2020 dołączył jako trener do zespołu Politechniki Gdańskiej.
6 września 2021 został trenerem PGE Turowa Zgorzelec.
5 maja 2022 został trenerem Enea AZS Poznań.

## Osiągnięcia
Drużynowe
- Brąz mistrzostw Polski (2002, 2011)

Indywidualne
- Najlepszy polski debiutant PLK (1999 według Gazety)[6]
- Uczestnik meczu gwiazd:
  - PLK (2003, 2007, 2008)
  - Polska – gwiazdy PLK (2000, 2004 – powołany, nie wystąpił)
- Lider PLK w przechwytach (2000)